# Mieczysław Węgierko

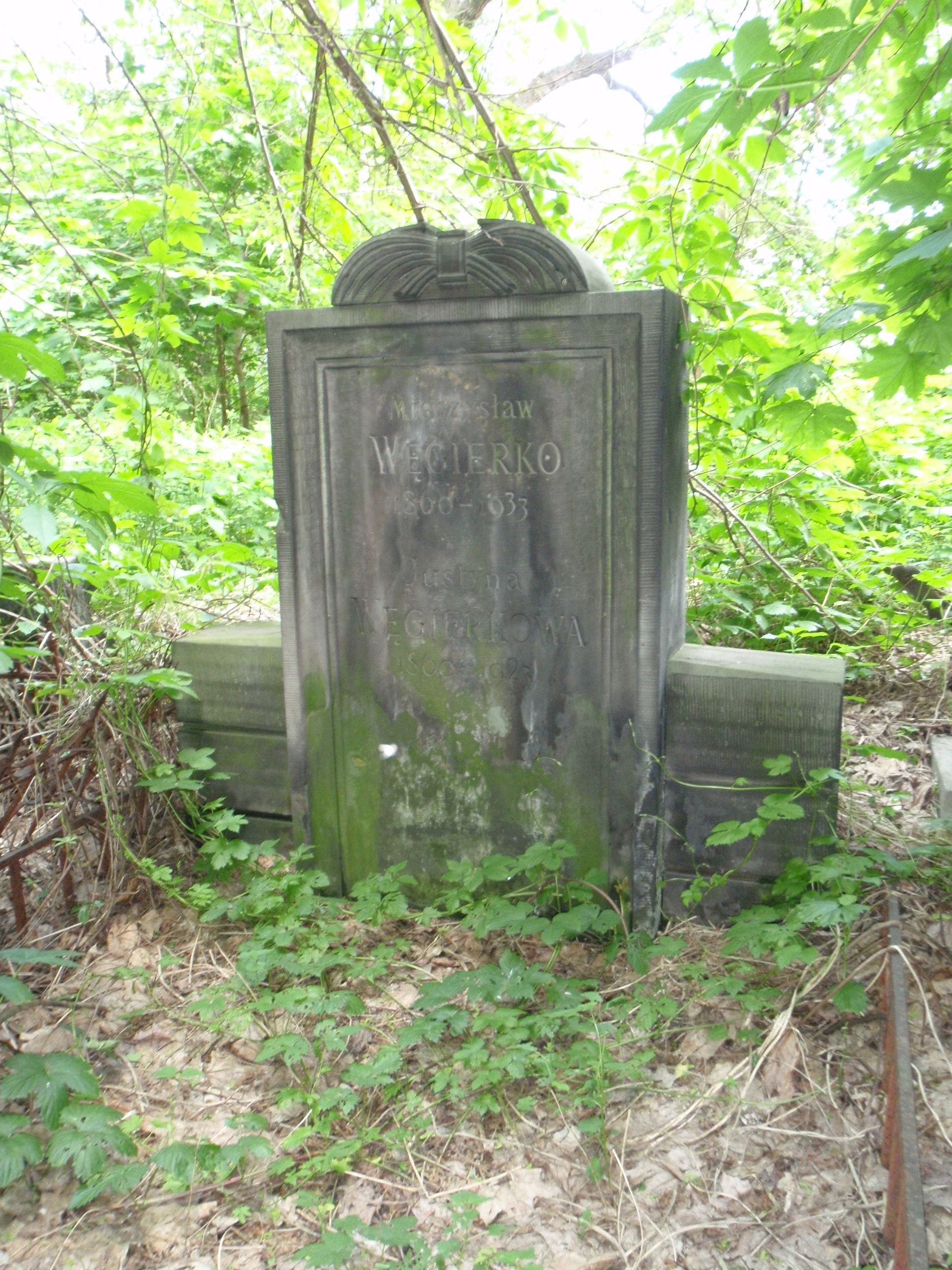
Grób Mieczysława i Justyny Węgierków na cmentarzu żydowskim w Warszawie

Mieczysław Węgierko (ur. 1860, zm. 1933 w Warszawie) – ogrodnik cmentarza żydowskiego przy ulicy Okopowej w Warszawie. 

## Życiorys
Kształcił się w warszawskiej Szkole Ogrodniczej (założonej przy Ogrodzie Pomologicznym przez Jerzego Aleksandrowicza), po ukończeniu której rozpoczął w 1887 pracę na stanowisku ogrodnika cmentarza żydowskiego na Woli w Warszawie. Prowadził tam szkółkę roślin ozdobnych i dbał o cmentarną zieleń. Na stanowisku pozostał do końca życia.
Z żoną Justyną z domu Ostblaum (1860-1923) miał synów: Aleksandra, aktora i reżysera oraz Jakuba, lekarza. 
Został pochowany na cmentarzu żydowskim przy ulicy Okopowej w Warszawie (kwatera 71 rząd 2).